# Ізабела Філіпяк
Ізабела Філіпяк (24 серпня 1961, Гдиня) — польська письменниця, філологиня, політична та культурна діячка, феміністка.

## Життєпис
Народилася 24 серпня 1961 року у Гдині в сім'ї секретаря компартії та лікарки. В 1986 році в Гданському університеті захистила магістерську роботу «Смерть як насильство» під керівництвом Марії Яніон.
Дебютувала в 90-х роках.

## Особисте життя
У 1998 році вона була першою відомою особистістю у Польщі, яка назвала себе лесбійкою у ЗМІ. Вона стверджує, що камінг-аут позитивно вплинув на її особисте життя та кар'єру. У 2003 році вона заявила про зростання гомофобних настроїв у Польщі.

## Творчість
- «Смерть і спіраль» (1992)
- «Абсолютна амнезія» (1996)
- «Небесні мрії» (1997)
- «Творче писання для молодих панянок» (1999)
- «Мадам Інтуїта» (2002)
- «Alma» (2003)
- «Культура ображених» (2003)
- «Книга Ем» (2005)
- «Магічне око» (2006)
- «Обшари відмінності. Слово про Марію Коморніцьку» (2007)